# Кобилочка охотська
Коби́лочка охо́тська (Helopsaltes ochotensis) — вид горобцеподібних птахів родини кобилочкових (Locustellidae). Мешкає в Азії.

## Опис
Довжина птаха становить 13—15,5 см, розмах крил 24—25 см, вага 16—24 г. Самиці дещо менші за самців. Верхня частина тіла оливково-коричнева, тім'я й обличчя сірувато-коричневі, боки світло-коричневі, нижня частина тіла біла. Над очима світло-кремові «брови», через очі проходить темна смуга. Надхвістя жовтувато-коричневе або рудувато-коричневе.

## Поширення і екологія
Охотські кобилочки гніздяться в Росії (на узбережжі Охотського Моря, на Камчатці, Сахаліні та на Курильських островах) та на японському острові Хоккайдо. Зимують на Філіппінах, на Калімантані та Сулавесі. Бродячих особин спостерігали на Алеутських островах та на Алясці. Охотські кобилочки живуть на болотах і заплавних луках, у чагарникових прибережних заростях.

## Поведінка
Охотські кобилочки живляться комахами та іншими безхребетними. В Японії сезон гніздування триває в червні-липні, в кладці 4—6 яєць. Насиджує лише самиця, інкубаційний період триває 13 днів.